# 国鉄タキ10600形貨車
国鉄タキ10600形貨車（こくてつタキ10600がたかしゃ）は、かつて日本国有鉄道（国鉄）及び1987年（昭和62年）4月の国鉄分割民営化後は日本貨物鉄道（JR貨物）に在籍したタンク車である。

## 概要
本形式はセメント輸送用として1968年（昭和43年）4月15日から1971年（昭和46年）6月17日にかけて川崎重工業
1社にて70両（コタキ10600 - コタキ10669）が製作された35 t 積の私有貨車である。
記号番号表記は特殊標記符号「コ」（全長 12 m 以下）を前置し「コタキ」と標記する。
落成時の所有者は、明星セメントの1社のみでありその常備駅は北陸本線（現・えちごトキめき鉄道）の糸魚川駅であった。1982年（昭和57年）12月21日に18両（コタキ10600 - コタキ10605、コタキ10607 - コタキ10611、コタキ10619 - コタキ10622、コタキ10642、コタキ10644 - コタキ10645）が日本セメントへ名義変更され常備駅は、日田彦山線の香春駅となった。
タンク体は耐候性高張力鋼製であり、荷役方式はエアスライドと圧送式の併用である。
全長は10,800 mm、全幅は2,720 mm、全高は3,490 mm、台車中心間距離は6,700 mm、タンク実容積は28.0 m3、自重は13.9 t、換算両数は積車5.0、空車1.4であり、台車はベッテンドルフ式のTR41Cであった。
1987年（昭和62年）4月の国鉄分割民営化時には21両（コタキ10612 - コタキ10618、コタキ10627- コタキ10631、コタキ10635、コタキ10652、コタキ10653、コタキ10662、コタキ10665 - コタキ10669）の車籍がJR貨物に継承され、1995年（平成7年）度末時点では18両（コタキ10612 - コタキ10618、コタキ10627- コタキ10629、コタキ10631、コタキ10635、コタキ10652、コタキ10653、コタキ10662、コタキ10665 - コタキ10667）が現存していたが、2000年（平成12年）9月に最後まで在籍した3両（コタキ10665 - コタキ10667）が廃車となり同時に形式消滅となった。

## 年度別製造数
各年度による製造会社と両数、所有者は次のとおりである。（所有者は落成時の社名）
- 昭和43年度 - 27両
  - 川崎重工業 12両 明星セメント（コタキ10600 - コタキ10611）
  - 川崎重工業 15両 明星セメント（コタキ10612 - コタキ10626）
- 昭和44年度 - 10両
  - 川崎重工業 10両 明星セメント（コタキ10627 - コタキ10636）
- 昭和45年度 - 15両
  - 川崎重工業 15両 明星セメント（コタキ10637 - コタキ10651）
- 昭和46年度 - 18両
  - 川崎重工業 18両 明星セメント（コタキ10652 - コタキ10669）